# Olivier Chevallaz
Pour les articles homonymes, voir Chevallaz.

Olivier Chevallaz, né le 12 mai 1946 à Lausanne, est une personnalité politique suisse, membre du Parti radical-démocratique (PRD). Il siège au Conseil national de 1991 à 1995.

## Biographie
Olivier Chevallaz est le fils du conseiller fédéral Georges-André Chevallaz.
Après avoir passé une maturité commerciale à l'École de commerce de Lausanne, il obtient une licence ès sciences économiques et commerciales de l'Université de Lausanne,. Au terme de ses études, il est nommé directeur de l'office du tourisme de Château-d'Œx, puis travaille pour Carlo de Mercurio et pour Swissair-Nestlé Hôtels SA. Dans les années 1980, il enseigne en parallèle à l'École suisse du tourisme de Sierre et à l'École hôtelière de Lausanne.

## Parcours politique
Membre du Parti radical-démocratique, il est élu en novembre 1989 à la Municipalité (exécutif) de la ville de Lausanne. La même année, il est candidat à la syndicature de Lausanne, mais n'obtient que 18 366 voix, contre 20 040 à la socialiste Yvette Jaggi. En novembre 1993, il n'est pas réélu à la Municipalité de la ville de Lausanne. Il est devancé par ses collègues de parti Francis Thévoz et Doris Cohen-Dumani, tous deux nouveaux, alors même qu'il était pressenti par son parti pour revendiquer à nouveau la syndicature. Sa défaite pourrait s'expliquer par le cumul de fonctions, depuis 1991, avec son mandat de conseiller national, par l'engagement antieuropéen de son frère Martin Chevallaz, qui a dirigé la campagne romande contre l'adhésion de la Suisse à l'Espace économique européen, et par un « effet femme » faisant suite à la non-élection de Christiane Brunner au Conseil fédéral et dont aurait bénéficié Doris Cohen-Dumani.
En 1991, il est élu au Conseil national, la chambre basse du parlement suisse. Il est membre de la Commission de la science, de l'éducation et de la culture (CSEC) et de la Commission de l'environnement, de l'aménagement du territoire et de l'énergie (CEATE). En juin 1995, il démissionne du Conseil national et prend la direction de l'Office national suisse du tourisme pour la France, à Paris. Sa collègue de parti Christiane Langenberger lui succède au Conseil national. Il devient ensuite directeur de l'École suisse du tourisme à Sierre.